# Christian Stangassinger
Christian Stangassinger (* 4. Januar 1978 in München) ist ein deutscher Kameramann.
Christian Stangassinger absolvierte bis 2002 eine Ausbildung zum Mediengestalter Bild und Ton bei der Pro7Sat.1 Media AG in München und Nürnberg. Ab 2004 folgte ein Kamera-Studium an der Hochschule für Fernsehen und Film München. Seit dieser Zeit ist er als Kameramann für Film und Fernsehen tätig. 2015 wurde er für seine Arbeit bei Wir waren Könige mit dem Bayerischen Filmpreis ausgezeichnet.

## Filmografie (Auswahl)
- 2009: Die Unbedingten (Kurzfilm)
- 2010: Kinderspiel (Kurzfilm)
- 2010: Transit
- 2011: Apele tac (Kurzfilm)
- 2014: Wir waren Könige
- 2016: Die Informantin
- 2016: Die Reise mit Vater
- 2016: Tempel (Fernsehserie, 4 Folgen)
- 2017: Willkommen bei den Honeckers
- 2018: Glück ist was für Weicheier
- 2019: Lotte am Bauhaus
- 2019: Das Ende der Wahrheit
- 2019: Der letzte Bulle
- 2020: Barbaren (Fernsehserie)
- 2021: Wild Republic (Fernsehserie, 2 Folgen)
- 2022: Der Passfälscher
- 2023: Paradise